# Affaire des viols collectifs de Rotherham
L'affaire des viols collectifs de Rotherham désigne un ensemble de crimes sexuels commis de la fin des années 1980 au début des années 2010, à Rotherham, une ville du Yorkshire du Sud, dans le Nord de l'Angleterre. Elle est considérée comme le plus grand scandale de la protection de l’enfance dans l’histoire du Royaume-Uni. Dès le début des années 1990, des soupçons d’exploitation sexuelle d'enfants sont émis par des gestionnaires de foyers d'enfants de Rotherham. Depuis au moins 2001, de multiples rapports indiquant les noms d’auteurs présumés d’abus sexuels sur mineurs sont transmis à la police et au conseil du district métropolitain de Rotherham. Une première condamnation tombe en 2010 : cinq hommes britanniques d'origine pakistanaise sont reconnus coupables d'agressions sexuelles sur des filles de 12 à 16 ans. À partir de janvier 2011, les crimes sexuels commis à Rotherham et l’incurie des autorités locales commencent à faire l’objet d’articles du quotidien The Times. L’ouverture, en 2012, du procès d’un réseau pédophile à Rochdale amplifie leur couverture médiatique. La Chambre des communes est alertée, et le conseil du district de Rotherham commande une enquête indépendante. Le rapport qui en résulte, publié en août 2014, conclut qu'entre 1997 et 2013, à Rotherham, au moins 1 510 enfants ont été victimes de viols ou de violence physique commis par des Britanniques majoritairement d'origine pakistanaise. L'affaire mettra du temps à être médiatisée en raison d'une combinaison de facteurs liés à l'ethnicité, la classe sociale, la religion et le genre : la crainte que l'origine ethnique des agresseurs ne suscite des accusations de racisme ; des attitudes méprisantes et sexistes envers les victimes majoritairement issues de la classe ouvrière ; un manque de surveillance des enfants ; un désir de protéger la réputation de la ville ; et un manque de formation et de ressources.
En 2014, le président du conseil de district de Rotherham, son directeur des services à l'enfance et le commissaire de police du Yorkshire du Sud démissionnent. En février 2015, un rapport du gouvernement britannique dénonce le sexisme du conseil de district de Rotherham, sa culture de l’intimidation, et son déni obstiné des faits. Ses recommandations entraînent la dissolution du conseil. À Rotherham, de nouvelles enquêtes policières conduisent à de nouvelles arrestations et condamnations pour crimes à caractère sexuel.
Les premières condamnations n’ont eu lieu qu’en 2010. En 2025, le total des condamnés était de 61.
Ce phénomène touche l'ensemble du Royaume-Uni : un rapport indique que 2 409 viols sur mineurs ont été commis entre août 2010 et octobre 2011. Les villes de Telford, Newcastle, Oxford, Rochdale, Derby ou Bristol sont parmi les plus touchées.

## Contexte
Depuis le début des années 1980 jusqu'au début des années 2010, dans des villes d'Angleterre, plus de 4 000 enfants ont été abusés sexuellement, parfois torturés, parfois prostitués, par des bandes criminelles organisées ou des groupes informels d'hommes,. En 2011, une première série d'agressions sexuelles est rendue publique par la presse. Des enquêtes, conduites par des associations caritatives, puis le gouvernement britannique, ont permis d'éclaircir les faits, soulignant notamment l'incurie des services sociaux et de la police locale, et de prendre des mesures appropriées pour assurer la protection des enfants,. Dans certains cas, l'exploitation de mineurs durait depuis plus de 15 ans. L'appartenance ethnique et les origines culturelles des victimes, et, surtout, celles des criminels, ont focalisé l'attention des médias et de l'opinion publique dans tout le pays,,.

## Affaire

### Crimes
De 1997 à 2013, au moins 1 510 filles, majoritairement blanches, de 11 à 16 ans ont été violées et prostituées par des immigrés pakistanais,. Selon la professeure Alexis Jay (auteur d'un rapport sur le sujet publié le 26 août 2014), le chiffre est certainement inférieur à la réalité. Selon un rapport de police de 2011, révélé par le Times en 2012, dans le seul comté du South Yorkshire, il y aurait eu, chaque année, plusieurs milliers d'affaires de pédophilie (pas avec les mêmes caractéristiques, mais on peut, par exemple, citer, dans le même ordre de grandeur, la longue liste d'abus commis par un ancien présentateur vedette britannique). Un nouveau rapport du National Crime Agency a identifié 110 suspects, dont 80% sont d'origine pakistanaise.
Parmi les atrocités commises, ajoute-t-elle, « des enfants ont été aspergés d'essence puis menacés d'être enflammés, ont été menacés avec des armes, ou encore ont été forcés d'être témoins de viols très violents » ; certains de ces enfants ont également « été victimes de viols collectifs, d'échanges avec d'autres villes du nord de l'Angleterre, enlevés, battus et intimidés » ; des filles de onze ans ont été violées à de nombreuses reprises.
Dans les deux tiers des cas, les filles n'étaient pas sous la responsabilité des services sociaux.

### Inaction des autorités
D'après des témoignages recueillis par Marie Claire, la police, les services sociaux, le conseil municipal savaient et ont laissé faire. Personne à la mairie n’a osé dénoncer les gens qui ont commis ces actes, de peur d’être accusé de racisme. Prendre le risque de porter une telle accusation revenait à voir sa carrière ruinée. Andrew Norfolk, journaliste du Times qui « rappelle que la majorité des crimes sexuels sur enfants qui secouent régulièrement le Royaume-Uni sont perpétrés par des hommes blancs » et dévoile l'affaire en 2011, est accusé « de cibler injustement la minorité anglo-pakistanaise ». Le procureur Nazir Afazl, magistrat de la couronne, répondant aux questions sur les origines ethniques des agresseurs, explique avoir « traité de cas similaires dans tout le pays, et l'origine ethnique des agresseurs varie selon les lieux... Leur origine ethnique est un fait. (...) Elle ne définit pas les agresseurs. C'est leur attitude envers les femmes qui les définit. C'est une question de domination masculine ». Selon lui « les victimes n'étaient pas ciblées parce qu'elles étaient blanches, mais parce qu'elles étaient vulnérables » .
Depuis 1997, l'association d'aide aux victimes de viol Risky Business recevait des témoignages de ces filles. En 2002, une chercheuse a rassemblé les preuves, les témoignages et a demandé une enquête ; les policiers lui ont dit que son adresse serait communiquée aux criminels impliqués ; pour cette raison, elle a souhaité rester anonyme jusqu'à maintenant et aucune enquête n'a été lancée. En 2010, l'officier de police Chang décide de lancer une enquête sur une cinquantaine de viols sur mineures ; son enquête aboutit à l'emprisonnement de cinq individus. Tout était pourtant réuni pour lancer une enquête : témoignages, preuves, « Une fille avait dessiné sur ses livres et ses cahiers tout ce qui lui arrivait ». Entre 2002 et 2006, 3 rapports alertant sur les réseaux de Rotherham ont été ignorés. En 2011, trois immigrés pakistanais d'une même famille avaient été impliqués dans le viol de 61 filles, et aucun n'avait été condamné ; l'un d'eux avait été pris en flagrant délit avec une fille de 12 ans dans sa voiture et des photos sexuelles dans son téléphone portable, il a également été relâché.
L’incapacité des autorités à se saisir du problème est une combinaison de multiples facteurs sociaux : d’une part, le mépris de la police face aux victimes mineures et venant d’un milieu plutôt défavorisé considérées comme indésirables,, d’un autre côté, la peur des dommages que causerait la mise en cause d’hommes dont la grande majorité est d’origine pakistanaise. Ce dernier fait soulève des problèmes tant pour les relations entre communautés au sein même de la ville que des problèmes politiques : le Conseil de Rotherham est représenté par le Parti travailliste, qui compte beaucoup sur les minorités ethniques pour sa réélection. Enfin, le manque de connaissance, de formation et de ressources pour les policiers, le manque d’attention envers les enfants et la volonté de préserver la réputation de la ville tendent à expliquer cet échec dramatique[réf. nécessaire].

## Premières alertes
Les premiers rapports concernant le rabattage localisé à Rotherham datent du début des années 1990, lorsque plusieurs gestionnaires de foyers d'enfants se réunissent pour partager leurs connaissances concernant les taxis et autres voitures prenant en charge des enfants sous leur responsabilité. Les chauffeurs de taxis étaient des Britanniques d'origine sud-asiatique. La police a apparemment refusé d'intervenir,.

## ProjetRisky Business

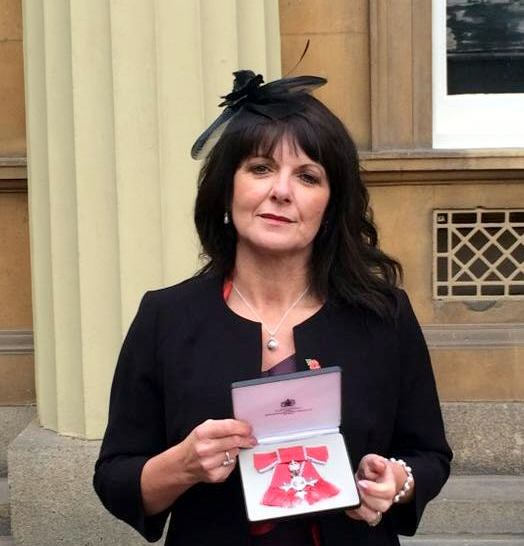
Jayne Senior, membre de Risky Business, décorée de l'ordre de l'Empire britannique en 2016 pour son travail.

En 1997, le Conseil de Rotherham crée un projet à destination de la jeunesse de la ville, Risky Business, pour travailler avec des filles et des femmes âgées de onze à vingt-cinq ans, la tranche de population considérée comme la plus exposée aux abus sexuels de rue,. Le projet a principalement suivi des jeunes filles blanches : sur 268 participantes au projet qui a lieu de mars 2001 à mars 2002, 244 étaient blanches, vingt-deux étaient d'origine asiatique et deux étaient noires,. C'est en juillet 1999 que Jayne Senior commence à travailler pour le projet en tant que coordonnatrice. En 2016, elle devient membre de l'ordre de l'Empire britannique pour son rôle de lanceuse d'alerte concernant les abus sexuels à Rotherham.
Senior découvre les premières preuves de ce qui semble être un réseau local de pédophilie par rabattage de rue aux alentours de 2001. La plupart des personnes suivies par Risky Business venaient de Sheffield, dont l'un des quartiers est voué à la prostitution. Mais au fil du temps, le public concerné est plus jeune et vient de Rotherham. Certaines filles de seulement dix ans sont piégées par des amies, parfois du même âge, afin d'être livrées à des hommes adultes qui les violent et deviennent leur « petit ami ». La plupart de ces filles viennent de familles en difficulté. Les enfants reçoivent de l'alcool et des drogues, puis le réseau exige qu'elles remboursent leurs « dettes » en ayant des relations sexuelles avec d'autres hommes. Les instigateurs collectent les informations personnelles concernant les filles et leurs familles (le lieu de travail des parents par exemple) pour menacer leurs victimes en cas de résistance. Les fenêtres des demeures familiales sont brisées, des menaces de viol sont proférées à l'encontre des mères ou des sœurs. Ainsi, les victimes du réseau sont conditionnées pour penser que le seul moyen de protéger leurs familles est la coopération,,.
Une jeune fille, violée à plusieurs reprises entre treize et quinze ans et ayant attiré l'attention de Risky Buisness, était persuadée que sa mère serait la prochaine victime : « Ils avaient l'habitude de suivre ma mère parce qu'ils savaient quand et à quelle heure elle faisait habituellement ses courses et où elle allait »,,. Une jeune femme de quinze ans a été prévenue qu'elle n'était qu'à « une balle » de mourir. Des filles sont arrosées d'essence et menacées de mort. Une autre fille de quinze ans a été battue avec un marteau jusqu'à perdre conscience après avoir dit à son proxénète qu'elle était enceinte et ne savait pas qui était le père. La mère d'une fillette de douze ans avec un « petit ami » âgé de vingt-quatre ans a invité les violeurs dans la maison familiale pour que sa fille prodigue des fellations à ces hommes en échange de dix cigarettes.
Selon Jayne Senior, Risky Business finit par accumuler tant d'informations sur les crimes et les criminels que la police lui suggéra de les transférer sur un réseau de stockage de données à part (dropbox) nommé « Box Five » sur le réseau informatique de la police du Yorshire du Sud. Ils assurent que cela permettrait la protection de l'identité des sources de Risky Business. Senior apprendra plus tard que la police ne lira pas les rapports qu'elle y déposera et les autres forces de police n'avaient apparemment pas accès à ce réseau,.

## Les rapports Weir

### Étude
En 2000, Adele Weir (plus tard Gladman), avocate du Yorkshire, est embauchée par le Conseil de Rotherham en tant qu'agent de recherche et de développement. Elle doit contribuer à une étude pilote sur le programme de réduction de la criminalité intitulé Lutte contre la prostitution : ce qui fonctionne,,. Une partie de l'étude est consacrée aux « jeunes et à la prostitution », trois villes (Bristol, Sheffield et Rotherham) sont mises en évidence dans cette section. Weir est employée pour écrire le rapport sur Rotherham. Une partie de l'objectif de son projet s'intitule : Collecte d'informations et de preuves concernant les hommes impliqués dans le proxénétisme,.
Les chercheurs de l'université du Bedforshire, y compris la spécialiste des sciences sociales Margaret Melrose, ont été impliqués en qualité d'évaluateurs du Home Office. Weir est installée dans les bureaux du projet Risky Business, où elle travaille avec Jayne Senior,,,. Weir notifiera qu'elle se heurta à « de mauvaises procédures professionnelles dès le début », que cela soit au sein du conseil ou de la police. Les problèmes de protection de l'enfance étaient, à son avis « méconnus, rejetés ou minimisés »,,.

### Cartographie
En réponse à une plainte de la police selon laquelle les preuves de mauvais traitements infligés aux enfants à Rotherham étaient anecdotiques, Weir compile en 2001 des données pour un rapport de dix pages montrant ce qui semblait être un réseau de proxénétisme. Au Comité des affaires intérieures en 2014, elle écrit qu'elle avait trouvé « un petit nombre d'hommes soupçonnés d'avoir commis des abus et qui étaient bien connus de tous les services de police de Rotherham » (« a small number of suspected abusers who were well known to all significant services in Rotherham »),. En utilisant les données obtenues par Risky Business, les services de santé, les services sociaux, les dossiers de police, un projet pour les sans domicile fixe et les services d'addictologie, le rapport de Weir citait les noms des suspects, les numéros d'immatriculation des voitures utilisées pour transporter les victimes, les liens des suspects avec les entreprises locales et les personnes extérieures, ainsi que les relations entre les suspects et les filles. Des suspects de la famille Hussain considérés comme parmi les meneurs du réseau y étaient nommément désignés et ont été emprisonnés en 2016,. Weir a estimé, à ce moment-là, qu'il y avait 270 victimes,.

### Rapport du bureau de l’intérieur
Le rapport de Weir pour le bureau de l'intérieur a relié 54 enfants victimes d'abus sexuels à la famille Hussain à partir d'octobre 2001. Dix-huit filles ont nommé l'un de ces hommes, et l'ont décrit comme leur « petit ami », et plusieurs sont tombées enceintes,. L'une des dix-huit filles (âgée de quatorze ans à l'époque) tomba enceinte deux fois. En 2014, elle a déclaré à Panorama que les travailleurs sociaux avaient exprimé leur inquiétude à propos de la présence d'Hussain autour d'un bébé en raison de son passif, mais, selon la victime, aucun travailleur social ne s'était inquiété pour elle. Les travailleurs sociaux ont maintenu que sa relation avec lui était consentante. En février 2016, Arshid Hussain a été reconnu coupable de multiples viols et condamné à trente-cinq ans de prison.
Le rapport Weir établit que les membres de la famille sont « soupçonnés d'être responsables d'une grande partie des crimes violents et du trafic de drogue dans la ville ». Selon le rapport, ils ont utilisé des téléphones portables ne laissant pas de traces, avaient accès à des voitures de luxe, étaient liés à une entreprise de taxis et ont peut-être été impliqués dans des hôtels et des chambres d'hôtes utilisés par les services sociaux pour les logements d'urgence. Plusieurs filles envoyées dans ces hôtels ont signalé avoir reçu des propositions d'argent en échange de relations sexuelles. D'autres filles ont été approchées dans des gares ferroviaires et routières.
Weir a remis son rapport à un inspecteur de police du South Yorkshire. Sa seule réaction fut de répondre que le rapport était « inutile ». Selon le rapport de Jay, un incident fut pour Weir, la « goutte d'eau ». Une victime a décidé de déposer une plainte auprès de la police. Les auteurs ont brisé les fenêtres de ses parents et ont brisé les jambes de son frère pour l'empêcher de signaler les viols. Weir l'a emmenée au poste de police, mais la victime a reçu un SMS de son agresseur indiquant qu'il avait sa sœur de onze ans avec lui, et que la victime « avait le choix ». Ce qui laisse la victime penser qu'une personne du poste de police a informé ses agresseurs. À la suite de cela, elle a décidé de ne pas poursuivre sa plainte.
Avec le consentement de son directeur, Weir a écrit en octobre 2001 à Mike Hedges, le chef de la police du South Yorkshire et à Christine Burbeary, le commandant de district,. La lettre contenait :
La lettre n'a pas reçu un accueil favorable par le conseil ou la police,. Lors d'une réunion au poste de police de Rotherham avec des officiers supérieurs de la police et du conseil, les officiels étaient indignés que Weir ait écrit au chef de la police. Jayne Senior, qui était présente, a déclaré que Weir a subi une « tirade qui a duré je ne sais pas combien de temps ». Selon Weir, à un moment donné, une fonctionnaire l'a mise en garde contre le fait de mentionner les hommes pakistanais :

### Suppression des fichiers
À leur demande, Adele Weir a envoyé ses rapports aux membres du bureau de l'intérieur à Bedfordshire en avril 2002. Apparemment, Weir aurait gêné la responsable de Risky Business. Le lundi 18 avril 2002, quand elle arrive au travail, Weir découvre que, au cours du week-end, ses rapports originaux au Home Office avaient été retirés des classeurs du bureau.
Weir a déclaré que l'ordinateur du bureau protégé par mot de passe avait également été consulté. Selon les preuves fournies par Weir au Comité des affaires intérieures, des documents avaient été supprimés et quelqu'un avait créé sur l'ordinateur de faux procès-verbaux de réunions auxquelles Weir aurait prétendument assisté, ce qui pourrait faire croire qu'elle acceptait certaines conditions telles que ne pas envoyer de données au Home Office sans le consentement de son supérieur hiérarchique. Weir a déclaré au comité qu'elle n'avait pas accepté ces conditions ou assisté à une telle réunion ; une des réunions avait eu lieu pendant qu'elle était en vacances à l'étranger.
Weir fut informée que les services sociaux, la police et le personnel de l'éducation s'étaient rencontrés pendant le week-end et avaient décidé que le personnel de Risky Business « outrepassait ses fonctions». Weir a été suspendue pour avoir inclus dans son rapport des données provenant de procès-verbaux confidentiels, un « acte irresponsable grave ». Elle a réussi à négocier un retour au travail en démontrant que c'était son manager qui avait transmis ces procès-verbaux au Home Office. Weir apprit qu'elle n'aurait plus accès aux données de Risky Business, aux réunions ou aux victimes. En juin 2002, elle a été invitée à modifier son rapport pour « anonymiser les personnes et les institutions et inclure uniquement les faits et les preuves qu'elle pouvait justifier. Le rapport Jay a statué que le secret entourant le rapport et le traitement de Weir est « profondément troublant » : « Si les adultes concernés avaient accordé plus d'attention au contenu du rapport, on aurait pu faire plus pour aider les enfants qui étaient exploités violemment et abusés »,,.

## Rapports Heal

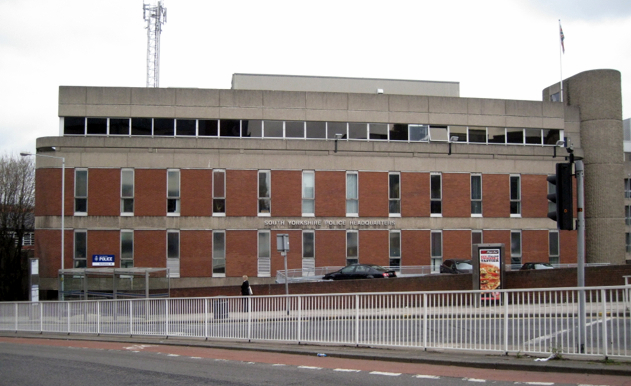
QG de la police du Yorshire du Sud, Snig Hill, Sheffield.

De 2002 à 2007, la police du South Yorkshire a embauché le Dr Angie Heal, analyste stratégique en médicaments, pour mener des recherches sur l'utilisation et l'approvisionnement en drogue dans la région. Situé dans l'unité antidrogue avec deux policiers, Heal a écrit plusieurs rapports au cours de cette période,.

### Rapport de 2002
Au cours de ses recherches en 2002 sur l'approvisionnement local en cocaïne et crack, elle a rapidement rencontré des exemples d'abus sexuels organisés et a consulté Jayne Senior de Risky Business et Anne Lucas, responsable du service de protection de l'enfance à Sheffield. Lucas a expliqué qu'une partie du processus d'esclavage consistait à donner aux enfants des drogues.
En 2002, le premier rapport de Heal recommande de s'attaquer aux cercles pédophiles. Si les éléments de preuve nécessaires pour poursuivre les hommes pour les infractions sexuelles manquaient, ils pourraient être poursuivis pour des infractions liées à la drogue en gardant les enfants en sécurité et en retirant les drogues. Heal écrit en 2017 que son rapport avait été largement lu, mais elle « ne pouvait pas croire le manque total d'intérêt » au vu des liens qu'elle avait établis entre le commerce local de drogue et les mauvais traitements infligés aux enfants.

### Rapport de 2003
Heal a décidé de continuer à faire des recherches sur le problème et a inclus l'exploitation sexuelle des enfants dans ses réunions semestrielles. Alors que Heal préparait son deuxième rapport : l'Exploitation sexuelle, l'utilisation de drogues et le traitement des addictions : situation actuelle dans le sud du Yorkshire (2003), Jayne Senior lui transmet en secret le rapport d'Adele Weir de 2002. Heal a écrit qu'elle avait vraiment eu peur après l'avoir lu, compte tenu du niveau de détail, du manque d'intérêt et de l'exclusion de Weir.
En 2003, le rapport de Heal note que Rotherham a un « nombre important de filles et quelques garçons qui sont exploités sexuellement » ; que les victimes étaient violées, enlevées et soumises à d'autres violences ; qu'un nombre significatif de filles étaient tombées enceintes et en dépression, que certaines étaient en colère et risquaient de se suicider. Risky Business avait identifié quatre des auteurs en tant que frères,. Heal a créé deux versions de son rapport. L'une était destinée à une distribution plus large parmi les fonctionnaires. Le deuxième, uniquement pour la seule police, contenait le nom des auteurs (obtenus auprès de Risky Business),.

### Rapport de 2006
En 2005, un nouveau département des services aux enfants et aux jeunes a été créé, avec le conseiller Shaun Wright nommé membre du cabinet pour le département et, en mars 2006, une conférence a eu lieu à Rotherham (Tout enfant a de l'importance, mais le savent-ils ?) pour discuter de l'exploitation sexuelle des enfants. Le troisième rapport de Heal, Violence et crimes par armes à feu : Liens avec l'exploitation sexuelle, la prostitution et les marchés de drogues dans le South Yorkshire (2006), note que la situation se poursuit et implique « la violence systématique physique et sexuelle contre les jeunes femmes ». Les victimes ont été vendues dans d'autres villes et la violence utilisée était « très importante ». Lorsque des filles ont protesté, les auteurs ont menacé d'impliquer les jeunes sœurs, la famille ou leurs amies. Il y avait également eu une augmentation des rapports sur les auteurs d'agression par arme à feu.
Heal écrivit que les filles blanches étaient les principales victimes ciblées, à partir de l'âge de 11 ans, l'âge moyen étant de 12 à 13 ans. Quelques filles d'origine asiatique ont également été agressées, mais leur abus a été caché. Les agresseurs quant à eux étaient majoritairement d'origine pakistanaise. Heal écrit que plusieurs agents s'occupant de la question ont estimé que l'appartenance ethnique des auteurs empêchait un traitement de ces crimes,. Un travailleur a déclaré que les chauffeurs de taxi d'origine pakistanaise à Rotherham sont impliqués depuis 30 ans dans ce type de crime. Mais dans les années 1970, les crimes n'étaient pas organisés. Heal a ajouté qu'une campagne de publicité de grande envergure était en cours sur le trafic de femmes d'Europe de l'Est, avec des affiches à l'aéroport de Doncaster Sheffield, alors que la question du trafic local « semble être largement ignorée ». Le rapport recommande : « Il faudrait insister davantage sur la lutte contre les agresseurs plutôt que sur les victimes »,.
Heal a envoyé son rapport de 2006 à toutes les personnes impliquées dans le Rotherham Drugs Partnership, au commandant du district de la police du South Yorkshire et aux principaux surintendants,. Peu de temps après, selon le rapport de Jay, le financement de Risky Business a été augmenté et le Conseil de protection des enfants du Conseil a approuvé un « Plan d'action pour répondre à l'exploitation sexuelle des enfants et des jeunes à Rotherham » .
À ce moment, Heal comprit qu'elle était mise à l'écart. L'unité antidrogue a été dissoute et on lui a dit que plusieurs agents de son département n'étaient pas favorables à son travail. Étant donné qu'elle signalait le viol d'enfants, elle écrivit que le manque de soutien « ne manquera jamais de l'étonner et de l'attrister ». Elle a décidé de quitter la police de South Yorkshire en mars 2007. Ses rapports de 2003 et 2006 ont été publiés par la police de South Yorkshire en mai 2015 à la suite d'une demande de la Freedom of Information Act,,.

## Procès de 2010: opération Centrale
En 2008, la police du South Yorkshire a mis en place l'opération Centrale pour enquêter sur l'avalanche de preuves. À la suite de cette opération, huit hommes ont été jugés à Sheffield Crown Court en octobre 2010 pour des infractions sexuelles contre des filles de 12 à 16 ans. Quatre des victimes ont témoigné. Cinq hommes ont été condamnés, dont deux frères et un cousin,. L'un des frères, Razwan Razaq, avait déjà été condamné pour avoir agressé une jeune fille dans sa voiture et avait violé un précédent ordre de prévention des infractions sexuelles. Son frère Umar a fait appel de sa peine et a été libéré après neuf mois. Tous les cinq ont été placés sur le registre des délinquants sexuels.
| Nom           | Âge | Crime            | Peine                           |
| ------------- | --- | ---------------- | ------------------------------- |
| Razwan Razaq  | 30  | Pédophilie       | 11 ans                          |
| Umar Razaq    | 24  | Pédophilie       | 4 ans, 6 mois, réduite en appel |
| Zafran Ramzan | 21  | Viol, Pédophilie | 9 ans                           |
| Mohsin Khan   | 21  | Pédophilie       | 4 ans                           |
| Adil Hussain  | 20  | Pédophilie       | 4 ans                           |

## L'enquête duTimes

### Contexte
Andrew Norfolk journaliste de The Times a d'abord écrit sur les abus sexuels en 2003, après avoir déménagé de Londres à Leeds, lorsqu'il a écrit une brève histoire sur un réseau pédophile à Keighley. Ann Cryer, député de Keighley, s'est plaint que les hommes d'origine pakistanaise s'en prennent aux adolescentes en dehors des écoles, tandis que les parents ont allégué que la police et les services sociaux refusaient d'agir. Jusqu'en 2010, Norfolk a entendu parler de procès dans le nord de l'Angleterre et les Midlands signalant un modèle similaire. Des groupes d'hommes pakistanais flattaient les jeunes filles dans les lieux publics, leur offrant de l'alcool, des cigarettes et des balades en voiture. Un homme devient ensuite le « petit ami », et bientôt les filles devaient faire l'amour avec l'ensemble du groupe, y compris des contacts hors de la ville. Norfolk écrit que la plupart des délinquants sexuels au Royaume-Uni sont des hommes blancs et des délinquants isolés. Ces cas étaient distinctifs parce que la plupart des hommes étaient musulmans et travaillaient en groupe,.
Les dossiers de la cour ont mis en évidence 17 cas d'abus sexuels localisés dans 13 villes du nord de l'Angleterre, où 56 hommes ont été reconnus coupables d'abus sexuels sur des filles de 11 à 16 ans. Les cas impliquaient deux ou plusieurs hommes qui avaient piégé des jeunes filles rencontrées dans la rue. Plusieurs cas ressemblaient à Rotherham. Sur les 56, 53 étaient sud-asiatiques, 50 musulmans (majoritairement d'origine pakistanaise) et trois blancs,. Norfolk a interviewé deux des familles touchées et, en janvier 2011, la première d'une série d'histoires est apparue sur quatre pages dans The Times, accompagnée d'un éditorial intitulé « Révélation : conspiration passée sous silence sur les gangs sexuels britanniques »,,,. En 2013, Norfolk a déclaré au Comité des affaires intérieures que le personnel du conseil et les policiers l'appelaient pour le remercier. Un directeur des services à l'enfance lui a dit : « Mon personnel est heureux aujourd'hui parce que finalement quelqu'un a dit ce que nous n'avons pas pu dire, ».

### Meurtre de Laura Wilson
En 2012, le Conseil de Rotherham a demandé à la Haute Cour d'obtenir une injonction visant à empêcher Norfolk de publier une version d'un examen de cas critique écrit après le meurtre d'une adolescente, Laura Wilson,.
Connue dans le rapport en tant que « Enfant S », Wilson avait 17 ans en octobre 2010 quand elle a été poignardée 40 fois et jetée dans le canal par son ex-petit ami de 17 ans, Ashtiaq Asghar. La police a qualifié cet acte de crime d'honneur,,. Elle avait eu un bébé quatre mois plus tôt d'un homme marié de 21 ans. Les familles des hommes, d'origine pakistanaise, n'avaient apparemment pas connaissance des relations et de l'existence de l'enfant. Fatiguée de vivre dans le secret, Wilson décida de le leur dire. Quelques jours plus tard, l'ex-petit-ami l'a assassinée. Les deux hommes ont été jugés. L'homme plus âgé a été acquitté, et Asghar a été condamné à 17 ans et six mois de prison,.
Évaluée comme ayant un QI très faible de 56, Wilson avait été la cible d'abus à partir de l'âge de 11 ans. Le conseil l'avait orientée vers Risky Business trois mois après son onzième anniversaire,. À l'âge de 13 ans, Wilson est apparue avec sa famille au Jeremy Kyle Show pour discuter des enfants hors de contrôle. Elle a également été mentionnée lors de l'enquête criminelle de 2009 qui a mené aux cinq premières condamnations pour les faits de Rotherham.
Le gouvernement a ordonné que le conseil publie son « cas critique ». Il a été publié avec des passages noircis sur 61 des 144 pages. Norfolk a obtenu une version non censurée et a constaté que le conseil avait caché l'appartenance ethnique (pakistanaise) des hommes, ainsi que la mention de Wilson lors de l'enquête criminelle de 2009 et l'étendue de l'implication du conseil dans le suivi de Laura Wilson. Michael Gove, alors secrétaire à l'éducation, a accusé le conseil en juin 2012 de retenir « des éléments pertinents et importants » (« relevant and important material »). Après l'intervention de Gove, le conseil a retiré ses actions en justice, et Norfolk a publié l'histoire sous le titre : Les fonctionnaires ont caché des faits vitaux sur les hommes soupçonnés d'agressions sexuelles.

### Septembre 2012
Le 24 septembre 2012, Norfolk écrit que les abus sexuels à Rotherham sont beaucoup plus répandus que ce qui a été reconnu et que la police le savait depuis plus d'une décennie. Son histoire, Les dossiers de la police révèlent un vaste scandale de protection de l'enfance, repose sur 200 documents divulgués, certains de Jayne Senior, tels que des dossiers et des lettres de la police et des services sociaux. Les documents comprennent le rapport de 2001 d'Adele Weir pour le bureau de l’intérieur, qui reliait 54 enfants maltraités à la famille Hussain, dont 18 avaient appelé Arshid Hussain leur « petit ami ». Les faits qu'ils découvrent font dire au journaliste du Times: « Je n'y croyais pas moi-même. J'avais l'impression que c'était un canular monté par l'extrême droite ! », quand il publie son article il se voit reprocher de « cibler la minorité anglo-pakistanaise ».
Les cas mis en évidence par Norfolk comprennent celui d'une jeune fille de 15 ans ayant une bouteille cassée insérée en elle, celui d'une fille de 14 ans détenue dans un appartement et forcée d'avoir des relations sexuelles avec cinq hommes. Ou encore celui d'une fille de 13 ans, « avec des vêtements déchirées », trouvée par la police dans une maison à 3 heures du matin avec un groupe d'hommes qui lui avaient donné de la vodka. Un voisin avait appelé la police après avoir entendu la fille crier. La jeune fille a été arrêtée pour ivresse et désordre, mais les hommes n'ont pas été interrogés,.
Le journal a cité un rapport de 2010 du bureau de renseignement de la police qui énonce, qu'à l'échelle locale et nationale, et en particulier à Sheffield et à Rotherham, « il semble y avoir un problème important avec les réseaux d'hommes pakistanais exploitant des jeunes femmes blanches ». Les enfants du sud du Yorkshire étaient victimes de la traite à Birmingham, Bradford, Bristol, Dover, Manchester et ailleurs, selon le rapport de la police. Un document du Rotherham's Safeguarding Children Board déclare que les « crimes avaient des caractéristiques culturelles... localement sensibles en termes de diversité » :
En août 2013, Norfolk a publié l'histoire d'une fille de Rotherham de 15 ans, décrite dans le rapport d'Adele Weir en 2001, qui a été autorisée par les services sociaux à maintenir le contact avec Arshid Hussain, malgré la volonté de ses parents de la protéger de lui. (Hussain, condamné à 35 ans de prison, a été emprisonné en 2016). La jeune fille avait été enceinte deux fois. L'une des personnes qui étaient « conscientes de cette relation », selon le Times, était Jahangir Akhtar, alors chef adjoint du Conseil de Rotherham, qui serait un proche de Hussain. Il a démissionné mais a nié les faits. Akhtar a été l'un des fonctionnaires décrits plus loin dans le rapport Casey comme exerçant une influence considérable sur le conseil et aurait été connu pour avoir clos toute discussion sur les abus sexuels. Peu de temps après la publication de l'histoire du Times, le Conseil de Rotherham a commandé l'enquête Jay.

## Comité des affaires intérieures

### Audiences
En juin 2012, le Comité des affaires intérieures de la Chambre des communes a commencé à entendre des témoignages sur les abus sexuels, à la suite des condamnations de Rotherham en 2010 (opération centrale), aux articles d'Andrew Norfolk dans le Times et au procès du réseau pédophile de Rochdale (Operation Span) où 12 hommes ont été reconnus coupables d'agressions sexuelles en mai 2012. Le comité a publié son rapport sur l'exploitation sexuelle des enfants et la réponse au rabattage localisé, en juin 2013, avec un suivi en octobre 2014 en réponse au rapport Jay.
En octobre 2012, le comité a critiqué le chef de la police du South Yorkshire, David Crompton, et l'un de ses officiers supérieurs, Philip Etheridge. Le comité a la preuve que trois membres d'une famille liés à des abus sexuels sur 61 filles n'avaient pas été inculpés et qu'aucune mesure n'a été prise lorsqu'un homme de 22 ans a été retrouvé dans une voiture avec une fille de 12 ans (des images indécentes d'elle sur son téléphone). Crompton a déclaré que « l'origine ethnique » n'avait joué aucun rôle dans la poursuite ou non des suspects. Le comité a déclaré qu'il était très préoccupé, tout comme le public, par le manque d'investigations sur les agressions sexuelles.

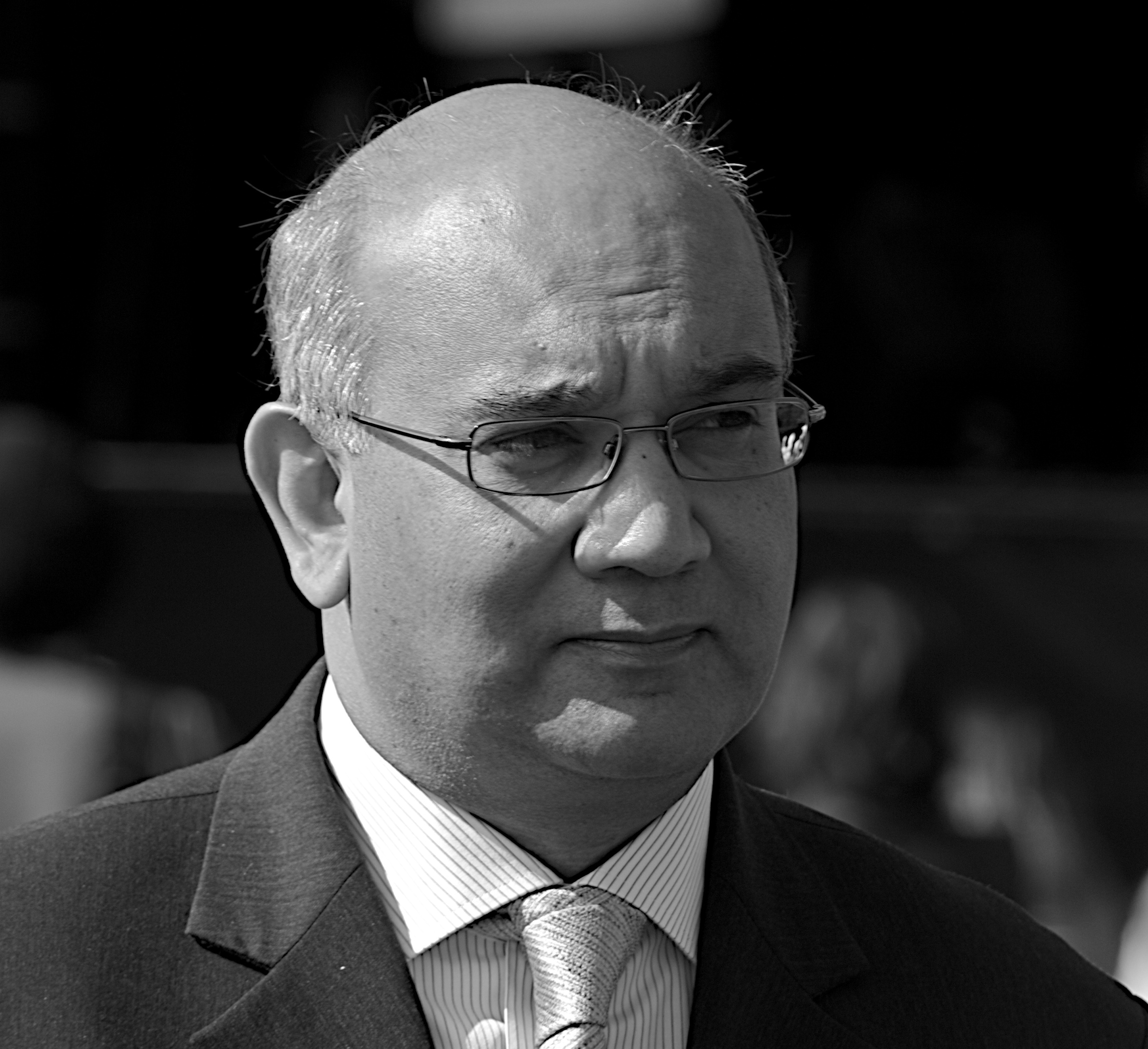
Keith Vaz, 2007–2016

Lors d'une audience en septembre 2014 pour discuter des faits de Rotherham, le président du comité, Keith Vaz, a déclaré à Crompton que le comité était choqué par l'évidence des faits et qu'il tenait pour responsable la police du South Yorkshire. Interrogé sur un incident dans lequel une enfant de 13 ans (trouvée dans un appartement avec un groupe d'hommes) a été arrêté pour ivresse et désordre, Crompton a déclaré que ce cas serait renvoyé à la Commission indépendante des plaintes contre la police (IPCC).
En janvier 2013, le comité a convoqué le président du conseil d'administration de Rotherham, Martin Kimber, pour expliquer le manque d'arrestations, même si la police de South Yorkshire a déclaré qu'elle menait des enquêtes et que le conseil avait identifié 58 jeunes filles en danger. Vaz a demandé pourquoi, après que cinq hommes pakistanais eurent été emprisonnés en 2010, on n'a pas continué : « Au Lancashire, il y a eu 100 poursuites l'année précédente, dans le sud du Yorkshire, il n'y a eu aucune poursuite ». Le conseil s'est excusé pour l'échec systémique qui a détruit les victimes.

### Rapport d'octobre 2014
Le rapport du comité, le 18 octobre 2014, détaille la disparition des dossiers d'Adele Weir contenant les données sur les abus sexuels collectées par Risky Business en 2002,. Les accusations ont été faites lors d'audiences privées. Keith Vaz a déclaré : « La prolifération des révélations sur les dossiers disparus donne lieu à la suspicion publique d'une dissimulation délibérée. La seule façon d'aborder ces questions est une enquête complète, transparente et urgente ». Le rapport prévoyait une nouvelle législation pour permettre d'écarter par un vote de défiance des commissaires de police ou des élus condamnés par la justice.

## Enquête de Jay - 2013

### Rapport
En octobre 2013, le Conseil Rotherham a chargé le professeur Alexis Jay, ancien conseiller principal en matière de travail social auprès du gouvernement écossais, de mener une enquête indépendante sur la gestion des rapports sur l'exploitation sexuelle des enfants depuis 1997,.
Publié le 26 août 2014, le rapport Jay a révélé qu'au moins 1 400 enfants, « estimation prudente », la plupart des filles blanches âgées de 11 à 15 ans, ont été victimes de violence sexuelle à Rotherham entre 1997 et 2013 par des hommes majoritairement pakistanais,. Selon le rapport, des enfants de 11 ans ont été « violés par de multiples personnes, enlevés, prostitués dans d'autres villes d'Angleterre, battus et intimidés »,,.
Les chauffeurs de taxis sont un « fil conducteur », en ramassant des enfants dans un but sexuel devant les écoles et les maisons de soins,,,. L'enquête a mis au jour des exemples où « enfants aspergés de pétrole et menacés d'être brûlés, menacés avec des armes ou forcés d'assister à des viols violents, et menacés de subir le même sort s'ils parlaient »,,.
Selon le rapport :

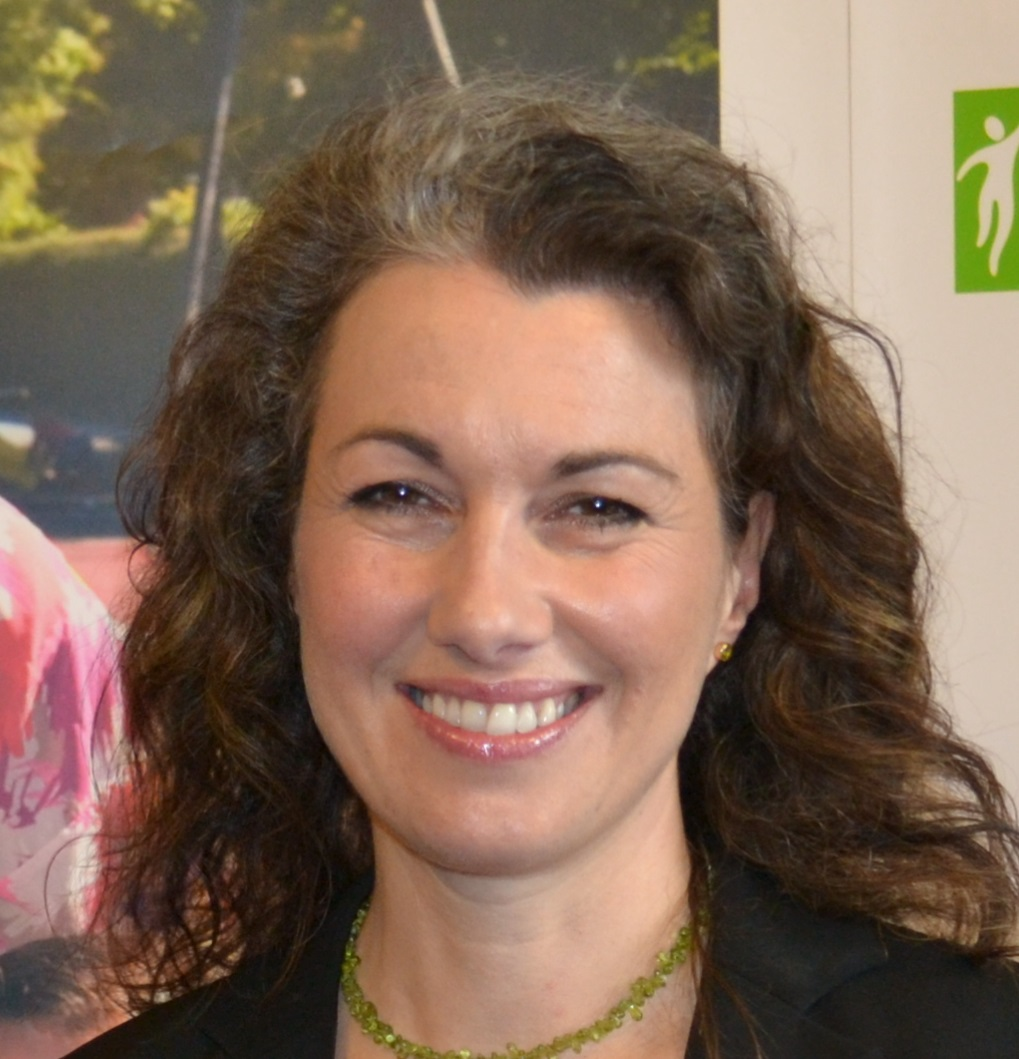
Sarah Champion

Dans un cas, le frère d'une victime a eu les deux jambes cassés par un violeur, sa sœur ayant tenté d’échapper au gang.
Le rapport a noté que de nombreux bébés (environ 100) sont nés à la suite des viols. Il y eut également des fausses couches et des avortements. Plusieurs filles ont pu s'occuper de leurs bébés avec l'aide des services sociaux mais, dans d'autres cas, les bébés ont été enlevés définitivement, causant de nouveaux traumatismes à la mère. Sarah Champion, qui en 2012 a succédé à Dennis MacShane en tant que député travailliste de Rotherham, a déclaré « que cela incitait à ne pas considérer ces enfants comme des victimes ».
Selon le rapport, la police a montré un manque de respect pour les victimes au début des années 2000, les considérant comme « indésirables », indignes de la protection de la police. Les préoccupations de Jayne Senior, ancienne travailleuse sociale, ont été accueillies avec « indifférence et mépris »,. Étant donné que la plupart des violeurs sont d'origine pakistanaise, plusieurs membres du conseil ont avoué avoir eu peur d'identifier les origines ethniques des auteurs, de peur d'être considérés comme racistes[réf. souhaitée]. Les membres pakistanais du conseil sont aussi accusé d'avoir volontairement bloqué l'évocation du sujet. D'autres, selon le rapport, « se souviennent des consignes claires de leur direction » de ne pas faire une telle identification. Le rapport a noté l'expérience d'Adele Weir, chercheuse du Home Office, qui a tenté de dénoncer les crimes sexuels auprès de la police en 2002. On lui a dit de ne plus le faire, et elle a ensuite été écartée de l'affaire.
Selon le rapport, le personnel a décrit le Conseil de Rotherham comme machiste, sexiste et harcelant. Il y a eu des commentaires sexistes en direction des femmes, en particulier pendant la période 1997-2009. Une femme a déclaré qu'on lui a conseillé de porter des jupes plus courtes pour « aller mieux » ; on a demandé à une autre femme si elle portait un masque pendant les rapports sexuels. Le rapport Jay a noté que « l'existence d'une telle culture... aurait probablement empêché le Conseil de fournir une réponse efficace et conjointe à un problème social aussi délicat que l'exploitation sexuelle d'enfants, ». Plusieurs personnes ayant témoigné pour cette enquête étaient préoccupées par le fait que des responsables du Conseil de Rotherham étaient connectés aux criminels par des intérêts commerciaux tels que l'entreprise de taxis. La police a assuré dans son enquête qu'il n'y avait aucune preuve de cette connexion.

### Démissions
Le rapport Jay a provoqué la démission de Roger Stone, chef du Conseil de Rotherham, et celle de Martin Kimber, son directeur général. Bien qu'ils eussent été vivement critiqués lors des comparutions devant le Comité des affaires de la Chambre, Joyce Thacker, le directeur des services à l'enfance du Conseil, et Shaun Wright, Commissaire à la police et au crime (PCC) pour la police du Yorkshire du Sud à partir de 2012, ainsi que le conseiller auprès de la sécurité des enfants de 2005 à 2010 ne démissionnent pas.
Ils démissionnent finalement, en septembre, sous la pression de Theresa May, ministre de l'Intérieur (les hommes étaient membres de son propre parti), puis celle de la députée Sarah Champion de Rotherham,,. Shaun Wright a également démissionné du Parti travailliste, le 27 août 2014, après un ultimatum lancé par le parti qui menaçait de le suspendre,.
Roger Stone a été suspendu du Parti travailliste, de même que les conseillers Gwendoline Russell et Shaukat Ali, et l'ancien adjoint au chef du conseil, Jahangir Akhtar, qui avait perdu son siège au conseil en 2014. Malcolm Newsam a été nommé commissaire aux soins sociaux des enfants en octobre 2014, et par la suite, Ian Thomas a été nommé directeur intérimaire des services à l'enfance,.

### Réactions

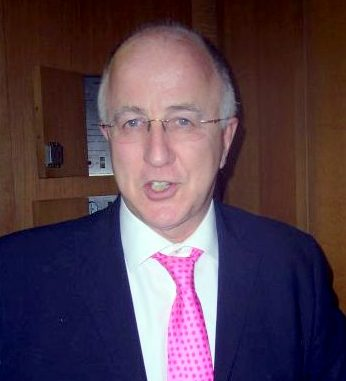
Denis MacShane.

Les conclusions du rapport Jay ont surpris le monde entier et ont eu une vaste couverture, y compris un éditorial du Washington Post. Dix des journaux les plus populaires du Royaume-Uni ont présenté le rapport en première page, dont le Times, le Guardian, le Daily Telegraph et l'Independent.
David Crompton, chef de la police du South Yorkshire de 2012 à 2016, a invité l'Agence nationale pour la criminalité à mener une enquête indépendante,. Keith Vaz, alors président du Comité des affaires intérieures, a déclaré à Meredydd Hughes, chef de police de 2004 à 2011, que Hughes avait échoué.
Theresa May, alors ministre de l'Intérieur, a accusé les autorités de « manquement au devoir ». Elle a blâmé plusieurs facteurs, y compris « l’institutionnalisation du politiquement correct », un examen minutieux insuffisant et la culture de l'excuse, combinée à la peur d'être considéré comme raciste et d'une « attitude dédaigneuse » envers les enfants. Denis MacShane, député pour Rotherham de 1994 jusqu'à sa démission en 2012 pour avoir déclaré de fausses dépenses, a dénoncé la peur « de critiquer le multiculturalisme » et admet que « ses opinions gauchistes l'ont incité à ne pas trop creuser la question »,. Simon Danczuk, député travailliste de Rochdale, où des réseaux pédophiles similaires existent, a soutenu que la race, la classe sociale et le travail de nuit sont des facteurs, ajoutant qu' « une très petite minorité » dans la communauté pakistanaise a une vision malsaine de la femme dont les traditions tribales importées « du Pakistan » sont en partie responsables,.

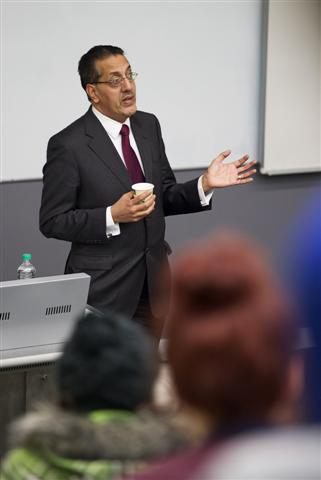
Nazir Afzal

Les musulmans britanniques et les membres de la communauté pakistanaise ont condamné à la fois les crimes et leurs dissimulations,. Nazir Afzal, procureur en chef du Crown Prosecution Service (CPS) pour le nord-ouest de l'Angleterre de 2011 à 2015, lui-même musulman, a décidé en 2011 de prendre en charge l'affaire des abus sexuels sur les enfants de Rochdale après que la CPS a refusé l'affaire.
Répondant au rapport de Jay, il a soutenu que les abus n'avaient aucune justification dans l'islam : « L'islam dit que l'alcool, la drogue, le viol et les abus sont tous interdits, mais ces hommes ont été entourés de toutes ces choses ».
Afzal a soutenu que ces cas relevaient plus de la misogynie que du racisme pur : « Ce n'est pas la race des agresseurs qui les définit. C'est leur attitude envers les femmes qui les définit ». Les manquements dans le traitement de l'affaire sont une question d'incompétence plutôt que le fruit du politiquement correct. Il a confirmé la position de Danczuk sur le travail de nuit : plus d'hommes d'origine pakistanaise travaillent la nuit et pourraient donc être plus impliqués dans ce genre d'activité. Cependant le nouveau directeur des services pour l'enfance à Rotherham, Ian Thomas, le contredit, affirmant que « l'économie nocturne est pleine de blonds/Blancs. Quatre-vingt-douze pour cent des personnes de Rotherham travaillant la nuit sont blanches ». Alexis Jay critique aussi la position d'Afzal. Elle dit au journal The Guardian en 2015 que travailler dans l'économie nocturne « donne une occasion, mais ne donne pas un motif ».
La députée Naz Shah a retweeté et aimé un message parodique demandant aux victimes de se taire pour ne pas mettre en péril le multiculturalisme: « Ces filles abusées à Rotherham et ailleurs devraient juste fermer leur gueule. Pour le bien de la diversité! » Elle l'a ensuite effacé et a finalement indiqué un je n'aime pas sur le tweet, plaidant l'erreur.
Le Conseil hindou britannique et la Fédération Sikh ont demandé que les criminels soient qualifiés de « musulmans pakistanais » plutôt que « d'Asiatiques », terme employé habituellement par les médias. Britain First et English Defence League ont organisé des manifestations à Rotherham, tout comme Unite Against Fascism,.

## L'enquête Casey
À la suite du rapport de l'enquête Jay, le secrétaire d'État aux communautés et aux collectivités locales, Eric Pickles, a lancé une inspection indépendante sur le Conseil de Rotherham. Dirigée par Louise Casey, directrice générale du programme gouvernemental « Familles en difficulté », l'inspection a enquêté sur la gouvernance du conseil, les services pour l'enfance, les licences de taxi et de location privée.
Publié en février 2015, le rapport Casey a conclu que le Conseil de Rotherham n'était pas « compétent ». Le rapport Casey a identifié une culture de « l'intimidation, du sexisme... et du politiquement correct », ainsi qu'une affaire de dissimulation d'informations et de censure des lanceurs d'alerte. L'équipe chargée de la pédophilie était mal dirigée, souffrait de charges excessives et ne partageait pas ses informations. Le conseil a un passif d’échec sur les questions ethniques : « Le personnel a perçu qu'il n'y avait qu'un petit pas entre mentionner l'origine ethnique des auteurs et être qualifié de raciste. » Les conseillers d'origine pakistanaise ont géré toutes les questions relatives à cette communauté, ce qui les a laissés en mesure d'exercer une influence disproportionnée, tandis que les conseillers blancs ont ignoré leurs responsabilités. Un conseiller, en particulier, a été nommé comme étant très influent, y compris en matière de police.
En février 2015, le gouvernement a remplacé ses dirigeants élus par une équipe de cinq commissaires, dont un chargé spécifiquement d'examiner les services pour l'enfance. Les dossiers concernant un conseiller actuel ainsi qu'un ancien conseiller soulèvent « un certain nombre de questions relevant du pénal » et ont été transmis à l'Agence nationale pour la criminalité. Le leader du conseil, Paul Lakin, a démissionné, ainsi que les membres du conseil.

## Procès de 2015 à 2017: opération Clover

### Décembre 2015
La police du South Yorkshire a mis en place l'opération Clover en août 2013, pour enquêter sur des cas connus d'abus sexuels sur mineurs dans la ville.
En conséquence, six hommes et deux femmes ont été jugés le 10 décembre 2015 à Sheffield Crown Court, par la juge Sarah Wright et la procureur Michelle Colborne. Quatre hommes sont membres de la famille Hussain : trois frères et leur oncle (Qurban Ali, nommé dans le rapport de 2001 d'Adele Weir),. La famille Hussein aurait considéré Rotherham comme son territoire de chasse. Ali possédait une compagnie de taxi, Speedline Taxis ; une des femmes accusées avait travaillé pour Speedline en tant qu'opérateur radio,.
Un quatrième frère Hussain, Sageer Hussain, a été reconnu coupable en novembre 2016 pour des faits similaires.
Le 24 février 2016, Qurban Ali a été reconnu coupable de viol en bande organisée et condamné à 10 ans de prison. Arshid « Mad Ash » Hussain, le chef supposé, a été condamné à 35 ans,,. Il a comparu devant le tribunal par vidéoconférence et semblait être endormi au lit lorsque le verdict a été annoncé. Son avocat a déclaré qu'il avait été rendu paraplégique à la suite d'un accident de tir. Le procureur a estimé, pour sa part, que cette maladie était un stratagème. Un des frères, Arshid Bannaras "Bono" Hussain, a été condamné à 19 ans, et Basharat « Bash » Hussain à 25 ans. Deux autres hommes ont été acquittés, l'un de sept accusations, dont quatre de viols, et le deuxième d'accusations d'attentat à la pudeur,,.
La cour a été informée au sujet d'une prise en flagrant délit de Basharat Hussain par la police sans que cette dernière ne l'arrête. Il était avec une victime dans un parking près du poste de police de Rotherham lorsqu'une voiture de police s'approcha et lui demanda ce qu'il faisait. Il a répondu : « Elle suce juste ma bite, mec », la voiture de police est partie.
Karen MacGregor et Shelley Davies ont été reconnues coupables de séquestration et proxénétisme et de crimes en bande organisée. MacGregor avait travaillé pour Qurban Ali en tant qu'opérateur radio chez Speedline Taxis. Elle a été condamnée à 13 ans et Davies a été condamnée à une peine de 18 mois. MacGregor et Davies feignaient une amitié avec les filles et les emmenaient à la maison de McGregor. Elles jouaient le rôle de mères de substitution; les femmes gagnaient la confiance des filles en leur achetant de la nourriture et des vêtements, en écoutant leurs problèmes. MacGregor livrait ensuite les filles à ses complices pakistanais.
McGregor a même demandé le statut de bienfaisance pour un groupe qu'elle avait mis en place, Kin Kids, pour soutenir les bénévoles travaillant auprès des adolescents en difficulté. Elle a été soutenue dans cette démarche par John Healey, député de Wentworth et Dearne (qui n'avait aucun moyen de savoir que McGregor cherchait des enfants pour les prostituer) et avait assisté à une réunion à Westminster pour en parler,.
| Nom              | Âge | Crime                                                        | Peine               |
| ---------------- | --- | ------------------------------------------------------------ | ------------------- |
| Qurban Ali       | 53  | Viol en bande organisé                                       | 10 ans              |
| Arshid Hussain   | 40  | Viols, attentat à la pudeur (23 accusations)                 | 35 ans              |
| Basharat Hussain | 39  | Viols (15 accusations)                                       | 25 ans              |
| Bannaras Hussain | 36  | Viols, attentat à la pudeur, coups et blessures (10 charges) | 19 ans              |
| Karen MacGregor  | 58  | séquestration, recrutement de prostituées en bande organisée | 13 ans              |
| Shelley Davies   | 40  | séquestration, recrutement de prostituées en bande organisée | 18 mois avec sursis |

### Septembre 2016
Huit hommes ont été jugés en septembre 2016 et ont été condamnés le 17 octobre 2016,. Un quatrième membre de la fratrie Hussain, Sageer Hussain, a été emprisonné pour 19 ans à la suite de quatre viols d'une fille âgée de 13 ans et d'un attentat à la pudeur. La famille de la jeune fille, alors propriétaire d'un bureau de poste local et d'un magasin, a signalé, à l'époque, les viols à la police, à leur député et à David Blunkett, secrétaire d’État à l'Intérieur, en vain.
D'abord approchée à l'âge de 12 ans, la jeune fille a déclaré à la cour qu'elle avait été violée plusieurs fois à partir de l'âge de 13 ans. La première fois en novembre 2002 par neuf hommes, qui ont pris des photos. À une autre occasion, elle était enfermée dans une pièce tandis que les hommes se tenaient à l'extérieur. Elle a été menacée avec un pistolet et les hommes lui ont dit qu'ils harcèleraient sa mère, tueraient son frère et brûleraient sa maison. Après chaque agression, elle cachait les vêtements qu'elle portait. En avril 2003, à l'âge de 13 ans, elle a avoué sa situation à sa mère, qui a alerté la police ; la cour a vu une vidéo de ces entrevues entre la police et la victime. La police a recueilli les sacs de vêtements puis a appelé, deux jours plus tard, pour dire qu'elle les avait perdus. La famille a reçu une compensation de 140 £ pour les vêtements et la police a conseillé d'abandonner l'affaire. Incapables de trouver quelqu'un pour les aider, ils ont vendu leurs affaires en 2005 et ont déménagé, paniqués, en Espagne pendant 18 mois,,.
Sageer Hussain a donné une interview à Channel 4 News, en 2014, après que son frère, Arshid Hussain, a été nommé dans les médias en tant que chef de file. Sageer a expliqué les viols par la tenue et le comportement des filles portant des minijupes : « La plus grande partie du problème que vous avez de nos jours vient de ces jeunes filles, habillées avec des minijupes, des choses comme ça, elles vont dans les clubs et voient des hommes. Et les gens se réveillent le lendemain matin, ils crient au viol ou à l'abus. » Interrogé sur l'allégation selon laquelle son frère avait agressé une enfant de 12 ans, il a témoigné en disant que son frère préférerait « manger de la merde de chien » plutôt que d'avoir des rapports sexuels avec une personne aussi jeune et a accusé les services sociaux d'avoir laissé sortir les filles en premier lieu.
Le frère de Sageer, Basharat Hussain, déjà condamné à 25 ans en février 2016, a été reconnu coupable d'agression et condamné à une peine supplémentaire de sept ans. Deux cousins des Hussains, Asif Ali et Mohammed Whied, ont été reconnus coupables de viol et d'organisation de viol. Quatre autres hommes ont été emprisonnés pour viols ou agressions sexuelles,.
| Nom              | Âge | Crime                                                        | Peine  |
| ---------------- | --- | ------------------------------------------------------------ | ------ |
| Sageer Hussain   | 30  | 4 Viols, attentat à la pudeur                                | 19 ans |
| Basharat Hussain | 40  | Attentat à la pudeur                                         | 7 ans  |
| Ishtiaq Khaliq   | 33  | Viol, 3 attentat à la pudeur                                 | 17 ans |
| Masoued Malik    | 32  | Viol, séquestration, attentat à la pudeur en bande organisée | 15 ans |
| Waleed Ali       | 34  | Viol, attentat à la pudeur                                   | 13 ans |
| Asif Ali         | 30  | Viol                                                         | 12 ans |
| Naeem Rafiq      | 33  | Attentat à la pudeur en bande organisée, séquestration       | 8 ans  |
| Mohammed Whied   | 32  | Facilitation et incitation au viol                           | 5 ans  |

### Janvier 2017
Six hommes, dont trois frères, ont été jugés en janvier 2017, devant la juge Sarah Wright avec, pour procureur, Sophie Drake. Tous ont été reconnus coupables, le 25 janvier 2017, d'agressions sexuelles commises, entre 1999 et 2001, sur deux filles âgées de 11 et 13 ans. Les filles ont été agressées dans un magasin de feux d'artifice appartenant au père des frères. Une fille, âgée de 12 ans à l'époque, a été séquestrée durant une nuit, dans un appartement « extrêmement sale », sans électricité ni eau courante. Un viol commis par Basharat Hussain a été signalé à la police en 2001. Une des filles est tombée enceinte à l'âge de 12 ans après avoir été violée par cinq hommes et ne savait pas qui était le père. Les tests ADN ont révélé que l'un des accusés était le père,. Après l'annonce de leurs peines, deux hommes ont crié « Allahu Akbar » alors qu'ils étaient expulsés de la cour,.
| Nom             | Âge | Crime                                                    | Peine          |
| --------------- | --- | -------------------------------------------------------- | -------------- |
| Basharat Dad    | 32  | Viol, attentat à la pudeur, et séquestration,            | 20 ans         |
| Nasser Dad      | 36  | Viol, séquestration, attentat à la pudeur avec un enfant | 14 ans, 6 mois |
| Tayab Dad       | 34  | Viol                                                     | 10 ans         |
| Mohammed Sadiq  | 41  | Relation sexuelle avec un mineur de moins de 13 ans      | 13 ans         |
| Matloob Hussain | 42  | Relation sexuelle avec un mineur de moins de 13 ans      | 13 ans         |
| Amjad Ali       | 36  | Relation sexuelle avec un mineur de moins de 13 ans      | 11 ans         |

## Autres procès
En juin 2024, sept hommes sont reconnus coupables d'abus sexuels sur deux filles à Rotherham. Les victimes, âgées de 11 à 16 ans au moment des faits au début des années 2000, étaient toutes deux placées en famille d'accueil et avaient été préparées et droguées à l'alcool et au cannabis avant d'être violées ou agressées.

## Enquête de la commission indépendante des plaintes contre la police
À la suite du rapport Jay, la Commission indépendante des plaintes contre la police (Independent Police Complaints Commission) a entrepris une enquête sur les allégations d'actes répréhensibles de la police. C'est la deuxième plus grande enquête de l'IPCC, après celle sur la tragédie d'Hillsborough (mouvement de foule lors d'un match de football) en 1989 à Sheffield. À compter de mars 2017, neuf demandes de renseignements étaient complètes, sans aucun cas concernant la conduite des officiers, mais des recommandations sont faites sur l'enregistrement des données. 53 autres enquêtes étaient en cours,. Selon Andrew Norfolk dans le Times, un policier de Rotherham avait été en contact régulier avec l'un des criminels. Dans un incident en mars 2000, ce policier ainsi qu'un chauffeur de taxi (devenu plus tard membre du Conseil de Rotherham) ont arrangé pour Arshid Hussain (le chef du réseau) la remise d'une fille à la police dans une station-service « en échange de l’immunité »,,. Une autre plainte concernant le même officier énonce qu'il aurait proposé des « rendez-vous » à deux victimes. L'une d'entre elles l'a signalé à la police en août 2013, mais aucune mesure n'a été prise. L'IPCC enquêtait également sur l'agent qui n'a pas agi selon le rapport. Le premier officier est mort en janvier 2015 après avoir été heurté par une voiture à Sheffield, dans un accident non lié,,.
Selon un article de la BBC de 2025, cinq femmes exploitées par des gangs de pédophiles à Rotherham lorsqu'elles étaient enfants affirment avoir également été abusées alors par des policiers de la ville. Une nouvelle enquête criminelle sur l'implication de policiers dans le scandale de Rotherham est menée par l'unité des crimes majeurs de la police du South Yorkshire (SYP), sous la direction de l'organisme de surveillance de la police.

## Enquêtes de l'Agence nationale contre la criminalité
L'Agence nationale contre la criminalité (NCA) met en place l'opération Stovewood, en décembre 2014, pour mener une enquête criminelle ainsi qu'examiner les enquêtes de la police du South Yorkshire. L'enquête est dirigée par le directeur de la NCA, Trevor Pearce,,. En 2016, on estime que l'enquête devait durer huit ans et coûter plus de 30 millions de livres sterling. En juin 2015, l'opération Stovewood avait identifié 300 suspects,. Trois hommes sont inculpés en décembre 2016 pour l'agression sexuelle d'une fille de moins de 14 ans, entre juin 1994 et juin 1995. Ils doivent être jugés en novembre 2017.
En juin 2025, une nouvelle opération d'envergure nationale est lancée afin de rouvrir des enquêtes classées sans suite et permettre de retrouver des membres des gangs pédocriminels.

## Excuses et dédommagement des victimes
Dans un communiqué, la municipalité présente ses « excuses à ceux qui ont été abandonnés alors qu'ils avaient besoin d'aide ».
En septembre 2017, une victime, Sammy Woodhouse (14 ans au moment des faits), s'est vu refuser sa demande de dédommagement par l'autorité de dédommagement des victimes de crimes (Criminal Injuries Compensation Authority) au motif que la relation était « consentie ».

## Analyses
Une étude, menée fin 2017 par deux chercheurs d'origine pakistanaise du groupe de réflexion anti-extrémisme Quilliam, a analysé les abus collectifs et a conclu : «...84 %, étaient des hommes originaire du sous-continent indien. Seulement 22 étaient noirs et 18 étaient blancs [...] Les résultats sont en contraste frappant avec le fait que les Asiatiques représentent seulement 7 % de la population du Royaume-Uni [...] De toutes les victimes, seulement trois n'étaient pas des adolescentes blanches ». Les auteurs concluent que « des hommes musulmans pakistanais britanniques ciblent des femmes blanches avec des boissons et de la drogue avant de les violer et de les abuser sexuellement » et appellent les autorités à agir sans crainte d'être accusées de racisme et à un plus grand soutien pour aider à intégrer le peuple pakistanais britannique dans la société britannique moderne[source insuffisante]. L'étude a été remise en cause sur la taille de son échantillon (58 cas sur 12 ans, soit un très petit nombre des cas d'abus sexuels visant une victime en raison de sa vulnérabilité, aussi connus sous le nom de grooming), l'origine inconnue des données, comment elles ont été sélectionnées et comment le profilage ethnique a été réalisé.
Un nouveau témoignage révélé en mars 2018 dans The Independent souligne l'aspect religieux voire terroriste des abus menés par les gangs. Les membres des gangs croient fermement que les crimes qu'ils commettent sont justifiés par leurs croyances religieuses. Selon une rescapée des viols collectifs de Rotherham, son violeur citait des sourates du Coran lorsqu'il la battait. L'endoctrinement religieux serait une partie importante du processus d’enrôlement des jeunes violeurs dans les gangs. En novembre 2017, le gouvernement suédois a déclaré que la violence sexuelle est utilisée comme une « tactique terroriste » et le lien entre le terrorisme et les viols commis par les gangs islamistes en Suède est désormais reconnu. Pour Jess Phillips, députée du Parti travailliste, généraliser le problème des abus sur mineurs est une « désinvolture politique ». Selon elle, il est nécessaire de comprendre la nature spécifique des gangs pédophiles proxénètes, les abus de « Telford ne sont pas la fin, c'est à peine le milieu ».